# 제주퀴어문화축제

제주퀴어문화축제 공식 CI

제주퀴어문화축제(Jeju Queer Culture Festival)는 2017년부터 매년 제주특별자치도에서 열리는 성소수자 축제이다. 약칭으로 제퀴라고도 한다.
이 축제는 성소수자의 인권 증진과 지역 사회 내 다양성, 포용의 가치를 알리기 위해 기획되었으며, 제주에서 성소수자 공동체의 존재를 가시화하는 중요한 행사로 자리잡아 왔다.
2017년 10월 28일, 제1회 축제가 제주시 신산공원에서 열렸으며, 부스 행사와 퍼레이드, 문화 공연 등 다양한 프로그램이 진행되었다. 이후 매년 개최되고 있는 축제는 강연, 전시, 퍼포먼스 등으로 구성되어 성소수자와 일반 시민이 함께 참여하는 열린 문화의 장을 만들어왔다. 한편, 축제는 초기부터 일부 보수 개신교 단체 등의 반대 시위와 방해에 직면해 왔으며, 이에 따라 축제 장소가 갑작스럽게 변경되거나 개최에 어려움을 겪은 사례도 있었다. 그럼에도 불구하고 제주퀴어문화축제는 꾸준히 이어지며, 제주 지역 내 인권과 다양성에 대한 사회적 인식을 높이는 계기가 되고 있다.

## 역사

### 배경
2017년 5월 25일 정의당의 김종대 의원 대표 발의로 군형법상 추행죄 조항 폐지안의 발의로 말미암아 온라인에서 혐오발언이 난무하였고, 이에 제주도 내 시민사회 활동가 및 정당 활동가들 사이에서 제주에서도 퀴어들의 가시화가 필요하다는 결의를 하여 2017년 6월 10일 첫 제주퀴어문화축제 준비 모임을 세웠다. 이후 제주퀴어문화축제 조직위원회로 이름을 바꾸며, 조직위원장을 선출하고 기자회견을 통해 제주퀴어문화축제 개최를 선언하였다.
제주퀴어문화축제 조직위원회는 처음 함덕 해변을 개최 장소로 정하고 함덕 마을회에 접촉하였으나, 마을회 측의 반발에 의하여 실패했으며, 이와 동시에 제주 전역에 대한애국당의 이름으로 제주퀴어문화축제 개최 반대 현수막이 붙었다. 제주의 한 교회를 중심으로 성소수자 증오세력은 선전전을 통해 제주퀴어문화축제를 무산시키려 하였다. 제주퀴어문화축제 조직위원회는 대안으로 신산공원을 축제 장소로 선택하여 집회 신고까지 모두 마쳤으나, 성소수자 혐오 세력의 민원에 따라 제주시청 민원심의위원회는 2017년 10월 18일 장소 사용 허가를 불허하였다. 제주퀴어문화축제 조직위원회는 2017년 10월 19일 법원에 장소 사용 허가 철회 취소 소송과 가처분신청을 내었고, 법원이 점용을 인정하며 부분인용으로 제주퀴어문화축제는 신산공원에서 개최할 수 있게 되었다.

### 첫 축제와 그 이후
제 1회 제주퀴어문화축제에는 주최측 집계 행진인원 1,000명이 모였다. 이는 제주 최초의 성소수자 인권 축제이다. 제 1회 제주퀴어문화축제 이후 제주퀴어문화축제 조직위원회는 해산과 함께 2기를 출범하기로 결의하며, 인권 간담회를 가졌다.

### 제 1회 제주퀴어문화축제
제 1회 제주퀴어문화축제는 <퀴어 옵써예>라는 슬로건으로 2017년 10월 28일 제주시 신산공원에서 열렸다.
연인원 1000명 이상, 자긍심 행진은 주최측 집계 1000명의 규모였다.

### 제 2회 제주퀴어문화축제
제 2회 제주퀴어문화축제는 <탐라는 퀴어>라는 슬로건으로 2018년 9월 29일 제주시 신산공원에서 열렸다. 참가자들과 함께 하는 개회선언과 태히언, 퀴어연극제, 드랙 아티스트 허리케인 김치와 알리의 공연, 참가자들이 직접 공연하는 장퀴자랑, 참가자들과 함께 하는 평화의 서클댄스 워크샵, 자긍심의 행진 등의 프로그램이 진행됐다. 주최측 집계 연인원 2000명, 자긍심 행진에 700명이 참여했다.
당일 행사 스케치 영상 제 2회 제주퀴어문화축제, 그날의 기록 [2018제주퀴퍼]

## 행사
제주퀴어문화축제는 부스행사와 공연, 퍼레이드 등이 함께 이루어진다.

## 같이 보기
- 서울퀴어문화축제
- 인천퀴어문화축제
- 부산퀴어문화축제
- 대구퀴어문화축제
- 광주퀴어문화축제
- 전주퀴어문화축제
- 청주퀴어문화축제
- 대한민국의 성소수자 행사
- 대한민국의 성소수자 권리
- 대한민국의 성소수자 목록
- 대한민국의 성소수자
- 대한민국의 성소수자 인권단체
- 게이 게임스